# Губиниха
Губи́ниха — селище Самарівського району Дніпропетровської області, центр Губиниської селищної громади. Мало статус селища міського типу з 1964 по 2023 роки.

## Географічне розташування
Знаходиться біля витоків річки Губиниха, нижче за течією примикає село Миколаївка. Річка в цьому місці пересихає, на ній зроблено кілька загат. Поруч із селищем проходять автомобільні дороги М18 (E105), Т 0413 і залізниця, станція Губиниха.
Відстань автомобільними шляхами до районного центру — близько 25 км, до обласного центру — близько 50 км, до Києва — близько 460 км.
Відстань автомобільними шляхами до найближчих населених пунктів: до Миколаївки — 10 км, до Нового — 13 км, до Голубівки — 11 км, до Євецько-Миколаївки — 10 км, до Вільного — 12 км.

## Історія

### Заснування та заселення
Заснування Губинихи датують 1704 роком, коли на цій багатій по своєму положенню місцевості поселився абшитований заможний старий козак Оверко Губа (Губін, Губин) і скоро збудував тут свій зимівник з багатьма землянками та куренями. Після зруйнування Чортомлицької Січі в 1709 році, Губа перевіз у зимівник все своє майно і осів тут. Від прізвища козака очевидно і пішла назва селища. Також є ймовірність того, що назва опосередкована і походить від прізвиська жіночої статі, утвореного від прізвища Губин чи Губина та суфікса -иха. Порівняйте село Коржиха від Корж (неподалік від Губинихи), річка Вирищиха від антропоніма Виришко.
Щороку на початку весни для сільськогосподарських робіт у володіннях Губи сходився люд з сусідніх регіонів, зокрема з-під Кобеляк та з-під Сосниці. Відомо, що в 1740-1750-х рр. базари Новоселиці значно збагачувались сільськогосподарськими виробами з Губинівських хуторів.
Територія хутора козака Губи за часів існування Нової (Підпільненської) Січі відносилась до Самарської паланки Вольностей Війська Запорозького Низового.
В 1760 році серед прихожан Новоселицької Свято-Троїцької церкви значиться Губинівський хутір, в 20 верстах від церкви, зі значною кількістю хат-мазанок. В той час, за розпорядженням Коша, на території Губинихи часто жив та в облаштованій каплиці проводив богослужіння ієромонах Самарського монастиря.
Інтенсивне заселення Губинихи здійснювалось після зруйнування Нової Січі в 1775 році. Тоді в зимівник Губіна приїхали сім'ї козаків Сови, Клименка, Павленка, Заговори, Оберемка та інших. Ці козаки захопили багато родючої землі, яку обробляли сезонні селяни і збіднілі козаки. Також на початку 1776 року багато людей прибуло з Полтавської та Чернігівської губерній, переважно також сім'ї, рідні та знайомі козаків.
В 1776 році землі Вольностей Війська Запорозького було включено до складу Азовської губернії. В тому ж році запорозький старшина Федір Романович Білий отримав від Азовського губернатора Василя Олексійовича Черткова дозвіл на заснування державної військової слободи — Губинихи, що увійшла до Самарського повіту. Діючи в якості осадчого, старшина Білий докладав великих зусиль для того, щоб якнайшвидше заселити Губиниху сімейним та осілим народом та привчити запорожців до тихого та мирного життя. В цій клопіткій справі йому допомагали парафіяльний дяк Максим Клименко, писар Василій Камінецький, слобідський отаман Тимофій Колісник, першорядні слобожани Мартин Петренко, Корній Минайло, Матвій Заговора, Яким Світайло, Карпо Губа (нащадок Оверка Губи) та інші.
У 1784-1796 роках Губиниха перебувала у складі Новомосковського повіту Катеринославського намісництва, в 1796-1802 роках — Новоросійської губернії, в 1802-1917 — Катеринославської губернії Російської імперії.
Відомо, що наприкінці XVIII століття в селі налічувалось близько 900 жителів, село простягалось понад річкою на 2 км.

### Подальший розвиток села (XIX— початок XX сторіччя)
Згідно зі спогадами Августа фон Гакстгаузена, станом на липень 1843 року в Губинисі було 304 двори з населенням 1017 осіб чоловічої статі; землі - 7600 десятин, чверть з яких було виділено під пасовище. Окрему увагу фон Гакстгаузен приділяв існуючій в Губинисі соціальній нерівності, а також проблемам з паливом (в якості останнього переважно використовувався гній; ліс був у власності поміщиків, знаходився на відстані 10-15 верст від села та коштував дорого).
Згідно з 1-м томом Географічно-статистичного словника Російської імперії, виданого в 1863 році, Губиниха була казенним (державним) селом на 236 дворів з населенням 1701 чоловік; в селі була поштова станція.
1 грудня 1884 року була відкрита Земська пошта Новомосковського повіту, Губиниха була включена до другого поштового тракту (Новомосковськ — Миколаївка — Почино-Софіївка — Магдалинівка — Прядівка — Бабайківка — Юр'ївка — Гупалівка — Чернетчино — Котовка — Бузівка — Личкове — Перещепине — Воскресенівка — Голубівка — Губиниха — Вільне — Новомосковськ); пошта по трактові відправлялася два рази на тиждень.
Вже в 1886 році в Губинисі мешкало 2734 особи (1319 чоловіків, 1415 жінок), було 472 двори, волосне правління, православна церква, школа, поштова станція, 3 крамниці, 2 ярмарки, базар по святах. Слобода Губиниха була центром і єдиним поселенням Губинівської волості Новомосковського повіту.
За переписом 1897 року кількість мешканців зросла до 4471 особи (2230 чоловічої статі та 2241 — жіночої), з яких всі — православної віри.
У 1902 році в Губинисі відкрито першу церковнопарафіяльну чотирикласну школу, у якій навчалось 20 дітей (на 1000 дворів).
З 1904 по 1908 тут при церкві  служив псаломником і помер Іван Андрійович Чепурківський
Згідно з даними Губернської Землевпорядної Комісії станом на 1908 рік Губиниха була центром Губинівської волості, до складу якої також входило село Мар'янівка. В Губинисі налічувалось 950 домогосподарств, населення складало 5908 осіб (3011 чоловіків, 2897 жінок).
До 1917 року в Губинисі була вже п'ятикласна школа, де налічувалося 135 учнів.
У 1914 році земством була збудована лікарня. До революції через Губиниху була прокладена залізнична колія і збудована залізнична станція (однак, у довіднику залізничних станцій СРСР від 1981 року значиться, що станція Губиниха була відкрита в 1927 році).
Мешканці Губинихи разом з мешканцями навколишніх сіл активно боролися проти царизму в 1905–1907 р.р. та в 1917 році.

### Доба УНР та комуністичний терор
З 1917 — у складі УНР, потім — Української держави.
Відповідно до Закону «Про адміністративно-територіальний поділ України», який був прийнятий 6 березня 1918 року Центральною Радою, та частина Новомосковського повіту, де, зокрема, знаходилась Губиниха, повинна була війти до складу Самарської землі УНР. Однак цей проект так і не був втілений в життя. Після захоплення влади Павлом Скоропадським був повернений старий адміністративно-територіальний поділ.
Радянську владу в Губинисі було проголошено 14 січня 1918 під керівництвом Архипа Андрійовича Свічкаренка та його сподвижників Копила Федора Івановича, Кулеби Федора Петровича, Копійки Семена, Старікова Матвія, Хобота Дмитра Григоровича, Корнієнка Порфіра Охрімовича, Ткаченка Івана Свиридовича та інших. Всього кількість повстанців дорівнювала 42 чол.
В 1919 році в селі почав працювати партійний осередок на чолі з О. І. Лисогорею.
Осередок комсомолу в с. Губиниха було створено 4 травня 1920 року. Секретарем осередку було обрано Головача Спиридона, а членами були Ганна Можеровська, Іван Тоц, Григорій Руденко.
Станом на 1 січня 1925 року Губиниха була центром сільської ради, що входила до складу Новомосковського району Дніпропетровської округи Катеринославської губернії УСРР. Населення складало 7100 мешканців (3086 чоловіків та 4014 жінок). В селі було 1500 домогосподарств, 9000 десятин землі в фактичному користуванні, діяло поштове відділення, єдине споживче товариство, сільськогосподарське кредитне господарство, 4 приватних торгових заклади, 28 млинів (1 тепловий та 27 вітрових), 5 кузень, 2 школи соціального виховання, театр та амбулаторія, були в наявності телефонні апарати. Кількість базарних днів сягала 12-ти на місяць. В день Успіння Богородиці щороку проводився ярмарок.
Створення колективних господарств у Губинисі комуністи почали в 1927 році. Тоді 12 сімей було об'єднано в артіль «Червоний партизан» на чолі з головою Д. П. Носенком. В 1932 році з одного колгоспу було створено три: «Червоний партизан», ім. Постишева, ім. 15-річчя Червоної Армії.
Село постраждало під час Голодомору 1932—1933 р.р. В одному лише 1933 році на території Губиниської сільської ради зареєстровано 225 смертей, переважна більшість з них — від недоїдання та супутніх хвороб.
Одна з очевидців трагедії Катерина Демченко так описує свої спогади тих років:
| У 1933 померли мої батько й мати, і мене, сироту, взяли до «ясел» - так їх називали. Там збирали дітей з різних сімей, щоб дати змогу їм вижити. Нас годували в яслах, а також ми виконували деяку роботу - збирали довгоносиків з буряків, колоски на полі. Урожаї бул гарні, але хліба ми не бачили... |
В кінці 1934 року було створено 5 колгоспів: «Червоний партизан», «Іскра», «15-річчя Червоної Армії», «Шевченко», «Ворошилов».
До початку німецько-радянської війни в селі було відкрито 2 семирічні школи і середня школа, збудовані нові корпуси лікарні, будинки кооперації, будинок пошти і закладено сад на 130 га, ставки на 20 га.

### Німецько-радянська війна
Після початку війни Губиниха перейшла під окупаційну владу 27 вересня 1941. За час окупації було розстріляно 946 осіб, у тому числі 10 сімей. Близько 300 осіб були примусово вивезені на роботи у Німеччину. 1960 жителів Губинихи воювали на фронтах, близько 1000 з них загинули.
Згідно зі спогадами Пантелеймона Яковича Жученка, командира об'єднаного партизанського загону Новомосковського району в 1941—1942 р.р., даний загін був організаційно сформований з 18 по 25 серпня 1941 г. загальною чисельністю в 240 осіб. Загін був розбитий на 14 груп, однією з яких була губиниська чисельністю в 11 осіб. Командиром губиниської групи був Архип Андрійович Свічкаренко (колишній секретар парторганізації колгоспу «Червоний Партизан»), комісаром (політруком) — Іван Сизоненко (колишній голова колгоспу ім. Шевченка). Діяльність губиниських партизан неодноразово згадується в повісті письменника Іллі Юхимовича Вєтрова «В лісах під Новомосковськом. Записки партизана».
23 вересня 1943 року до села повернулися сталіністи.
В пам'ять про загиблих воїнів в центрі селища встановлений обеліск; встановлений бюст загиблого командира партизанської групи А. А. Свічкаренка; на братській могилі воїнів-визволителів збудований меморіал. 236 учасників бойових дій були удостоєні бойових нагород.
Уродженець Губинихи льотчик Іван Андрійович Тараненко, який під час німецько-радянської війни здійснив 205 успішних бойових вильотів, в 18 повітряних боях особисто збив 4 літаки противника та ще 4 в групі. 2 вересня 1943 року Тараненко був удостоєний звання Героя Радянського Союзу.

### Післявоєнний період
На початку 1960-х років в Губинисі збудований цукровий завод та окремий житловий мікрорайон з 3-5-поверховими будинками поруч.
В 1962 році на мікрорайоні цукрового заводу було відкрито 10-тирічну школу (нині Губиниська ЗОШ I—III ступенів № 1). Першим директором школи став 30-ти річний Бобров А. С.

### Селище міського типу
1964 року Губиниха стала селищем міського типу.

4-й том «Історії міст і сіл Української РСР», який був виданий в 1969 році та присвячений Дніпропетровській області, містить наступну інформацію щодо тогочасної Губинихи:
«У селищі розміщена центральна садиба колгоспу „Червоний партизан“, який має 7,2 тис. га орної землі. Вирощуються переважно зернові культури. Тваринництво м'ясо-молочного напряму. В артілі 42 передовики виробництва нагороджені орденами і медалями Союзу РСР.
На території Губинихи — середня і дві восьмирічні школи, Будинок культури на 500 місць, бібліотека. Охорону здоров'я забезпечує районна лікарня. Є дитячий комбінат, 2 їдальні, комбінат побутового обслуговування. Діє метеорологічна станція. З промислових підприємств у Губинисі працюють цукровий завод, електропідстанція, механізований хлібоприймальний пункт, відділення „Сільгосптехніка“, елеватор. Лише у 1967 році колгоспники і службовці збудували тут 74 добротні будинки, заклали парк, заасфальтували понад 3 тис. км вулиць селища.»
У 1982 році була відкрита 10-тирічна Губиниська середня школа № 2 (потім Губиниська ЗОШ № 2 I—III ступенів, нині Губиниський Ліцей). Вона об'єднала дві восьмирічні школи, що діяли на території селища. Відповідальним за її будівництво був колгосп ім. Котовського, правління якого очолював Тарасенко Володимир Стефанович.
Першим директором школи стала Шляхтенко Поліна Андріївна, педагогічний колектив складав 45 вчителів.
Школа розташована в центрі селища. Навколо школи закладено парк.

## Населення

### Мова
Розподіл населення за рідною мовою за даними перепису 2001 року:
| Мова            | Кількість | Відсоток |
| --------------- | --------- | -------- |
| українська      | 5457      | 91.39%   |
| російська       | 468       | 7.84%    |
| вірменська      | 23        | 0.38%    |
| білоруська      | 15        | 0.25%    |
| румунська       | 4         | 0.07%    |
| циганська       | 1         | 0.02%    |
| інші/не вказали | 3         | 0.05%    |
| Усього          | 5971      | 100%     |

## Сучасність
Станом на 2018 рік Губиниха є достатньо розвиненим селищем міського типу.
В селищі добре розвинуте транспортне сполучення з містами Новомосковськ, Дніпро, введено багато маршрутів, які забезпечують безперебійний рух  громадського транспорту для обслуговування жителів селища.
Вулиці селища мають вуличне освітлення.
В селищі Губиниха працюють 2 загальноосвітні школи і 2 дошкільні навчальні заклади, для всебічного розвитку дітей функціонує 2 бібліотеки. В будинках культури працюють гуртки художньої самодіяльності, образотворчого мистецтва, фотостудія.
В смт. Губиниха встановлено дитячий майданчик, облаштовані зони відпочинку в центрі селища по вул. Шевченка та вул. Центральній.
В селищі існує 6 діючих кладовищ, зроблено під'їзди для катафалків.
Жителям Губинихи надаються всі можливі побутові послуги, працюють філії Ощадбанку та Приватбанку, відділення зв'язку, нотаріус.
Відкрито багато торговельних точок по продажу продуктів харчування та промислових товарів широкого вжитку.
В селищі працює метеостанція.
5 березня 2024 року на вулиці Шевченка був відкритий ЦНАП.

## Традиції
Розвиненими в Губинисі є традиції відвідування родичів з вечерею в Святий вечір, колядування, щедрування та посівання. Також взимку відбуваються масові гуляння на Водохреще та Масницю.
В День перемоги щороку біля братської могили воїнів-визволителів відбувається покладання квітів та вінків.
Дуже яскраво в селищі святкується Івана Купала — детально відтворюються всі давні обряди, розпалюється купальське вогнище, дівчата пускають вінки зі свічками на воду тощо.
З недавніх часів великої популярності набуває святкування Хелловіну.

## Декомунізація
15 лютого 2016 відповідно до Закону України «Про засудження комуністичного та націонал-соціалістичного (нацистського) тоталітарних режимів в Україні та заборону пропаганди їхньої символіки» в Губинисі було перейменовано ряд вулиць, а саме:
|  | вулицю | Леніна на Центральна                              |
|  | вулицю | Ворошилова на Весняна                             |
|  | вулицю | Стаханова (Стаханівська, ім. Стаханова) на Дружби |
|  | вулицю | Куйбишева на Сонячна                              |
|  | вулицю | Щорса на Тиха                                     |
|  | вулицю | Кірова на Калинова                                |
|  | вулицю | Жовтнева на Осіння                                |
|  | вулицю | Комсомольська на Виноградна                       |
|  | вулицю | Крупської на Джерельна                            |
|  | вулицю | Пролетарська на Затишна                           |
|  | вулицю | Свердлова на Вереснева                            |
|  | вулицю | Радянська на Українська                           |
|  | вулицю | Папаніна на Вишнева                               |
|  | вулицю | Раскової на Зразкова                              |
|  | вулицю | Фрунзе на Урожайна                                |
|  | вулицю | Інтернаціональна на Липова                        |
|  | вулицю | Червоноармійська на Бузкова                       |
|  | вулицю | Піонерська на Гетьманська                         |

## Пам'ятки
Поблизу Губинихи знаходиться ландшафтний заказник місцевого значення Витоки річки Губинихи та геологічна пам'ятка природи місцевого значення Природне відслонення Новомосковського горизонту із стародавньою фауною.

## Персоналії
- Галата Іван Корнійович — Герой Соціалістичної Праці — відомий майстер з вирощування цукрових буряків.
- Гарбуз Олександр Русланович (2002—2022) — солдат Збройних сил України, учасник російсько-української війни, Герой України.
- Жолобак Ігор Степанович — фотохудожник, директор будинку культури, учасник багатьох (в тому числі міжнародних) фотовиставок.[23]
- Кулеба Григорій Іванович — письменник, перекладач, член Спілки письменників України.[24]
- Тараненко Іван Андрійович —  військовик Військово-повітряних сил ЗС СРСР, Герой Радянського Союзу (1943).
- Тарасенко Володимир Стефанович  — депутат Верховної Ради УРСР 10-го та 11-го скликань.
- Шелест Микола Миколайович — заслужений діяч мистецтв України і Польщі.
- Шепітько Ганна Семенівна — українська поетеса та письменниця.
- Щербина Олексій Романович — Герой Соціалістичної Праці, лауреат Сталінської премії.
- Галата Іван Костянтинович — Кавалер Ордена Леніна — механізатор колгоспу.
- Захарчук Галина Гаврилівна — Учасниця ВДНГ — відзначена за свій вклад у розвиток сільського господарства премією ВДНГ СРСР.
- Захарова Тамара Миколаївна — депутат Верховної Ради СРСР двох скликань, Кавалер ордена Леніна.
- А. М. Дробот — Кавалер ордена Леніна, колгоспник.
- Кавалери Ордена Жовтневої Революції Х. О. Решетняк, П. А. Семенченко, Орденів Трудової Слави III ступеня А. І. Білко, Г. І. Данькевич.

## Житлово-комунальне господарство
В селищі Губиниха газифіковані майже усі вулиці, крім вул. Трикутньої, Партизанської, Степової. Центральним водопостачанням та водовідведенням забезпечені лише багатоповерхові будинки на мікрорайоні цукрового заводу. Інші мешканці селища Губиниха користуються водою з колодязів.

## Освітні заклади
- Дитячий дошкільний навчальний заклад «Дюймовочка»
- Дитячий дошкільний навчальний заклад «Івасик-Телесик»
- Губиниська загальноосвітня школа I—III ступеня № 1
- Губиниська загальноосвітня школа I—III ступеня № 2
- Центр науково — технічної творчості учнівської молоді
- Дитячо-юнацька спортивна школа

## Заклади охорони здоров'я
- КЗ «Губиниська амбулаторія загальної практики сімейної медицини».

## Комунальні підприємства
Комунальне підприємство «Губиниха-1»

## Культурні заклади, установи
- Будинок культури
- Губиниська бібліотека, філія № 13
- Будинок культури «Ювілейний»
- Губиниська бібліотека, філія № 12
- Філія поштового зв'язку № 51250
- Філія поштового зв'язку № 51251

## Релігія

### Будівництво церкви Різдва Пресвятої Богородиці
По завершенні польових робіт восени 1781 року, уповноважені особи під керівництвом Ф. Р. Білого почали клопотати з приводу будівництва в Губинисі церкви та про відкриття власної парафії, що мотивувалося значною віддаленістю слободи від Новоселиці. Через Азовську губернську канцелярію та Межову експедицію «в вічне та безповоротне володіння» для церкви було виділено 120 десятин землі. Також від імені всього населення Губинихи було складено письмове зобов'язання щодо утримання церкви та духовенства. Відповідні документи в лютому 1782 року було відправлено до Азовського губернатора В. О. Черткова, який, у свою чергу, клопотав щодо дозволу на будівництво церкви в Губинисі перед архієпископом Слов'янським і Херсонським Никифором. В листі до архієпископа, датованому 26 лютого 1782 р. Чертков вказує, що в слободі проживає 531 особа і все для будівництва церкви готове. Слов'янська духовна консисторія дала дозвіл на будівництво. 15 квітня 1782 р. була видана храмозданна благословительна грамота на закладку та будівництво, і вже 28 квітня Катеринославський протопоп Олексій Хандалєєв освятив місце під церкву.
Про завершення будівництва архієпископу Никифору було офіційно повідомлено 6 лютого 1785 року. 15 лютого священнику Микиті Вербицькому була видана благословительна грамота та святий антимінс для служіння, а вже 25 лютого церкву Різдва Пресвятої Богородиці освятив О. Хандалєєв.
Церква була перебудована в 1892 році як двопрестольна: головний престол — на честь Різдва Богородиці, приділ — на честь рівноапостольної Марії Магдалини. Церква Різдва Пресвятої Богородиці не збереглася, була зруйнована в радянські часи. 
На місці, де була церква з могилами двох батюшок збудували будинок культури, який знаходиться за адресою вул. Осіння, 81. 
Другий Храм Різдва Пресвятої Богородиці ПЦУ розташований по вул. Шевченка, 24.

## Найбільші підприємства
- ТОВ «Орільський об'єднаний елеватор»
- ТОВ «Агроальянс»
- ТОВ «ПромАгроСервіс»
- ФГ «Горизонт»
- СВК «Едельвейс»
- ТОВ «Агро — Овен»
- ПП «Імпорт та Експорт»
- ФГ «Носенко Д. Г.»
- ФГ «Хобот В. Д.»
- ФГ «Чос І. М.»
- ФГ «Чос П. М.»
- ТОВ «Губинихский известковый завод»[26]

## Транспорт
Через Губиниху проходить залізнична гілка, по якій здійснюються пасажирські перевезення по напрямку Берестин-Дніпро. Також здійснюють пасажирські перевезення маршрутні таксі, що рухаються по маршрутах Губиниха-Самар, Губиниха-Дніпро, Казначеївка-Самар, Магдалинівка-Самар.

## Спорт
В Губинисі існує два футбольні клуби — «Сінто» та «Кристал».

## Проблеми
Значною проблемою сучасної Губинихи є припинення роботи Губиниського цукрового заводу, що донедавна забезпечував цукром ряд областей сходу України та був місцем працевлаштування значної частини населення селища.
Припинення діяльності заводу призвело до виникнення аварійної ситуації в комунальному господарстві селища Губиниха-1. Централізоване забезпечення теплом припинене, всі будинки переведені на автономне забезпечення. Каналізаційна система перебуває у незадовільному стані.
Досить нелегкою є і екологічна ситуація в селищі, що обумовлено порушенням санітарно-екологічних норм деякими виробництвами, зокрема знаходженням поблизу жилих будинків грибних цехів, ковбасного цеху, цеху виробництва кісткового борошна.
В аварійному стані перебувала (до літа 2023) центральна дорога селища, що є частиною автомобільного шляху територіального значення Т 0413.
На зараз (Вересень 2024) центральна дорога селища перебуває в доволі поганому стані, але кращому, ніж в якому вона була раніше.

## Галерея

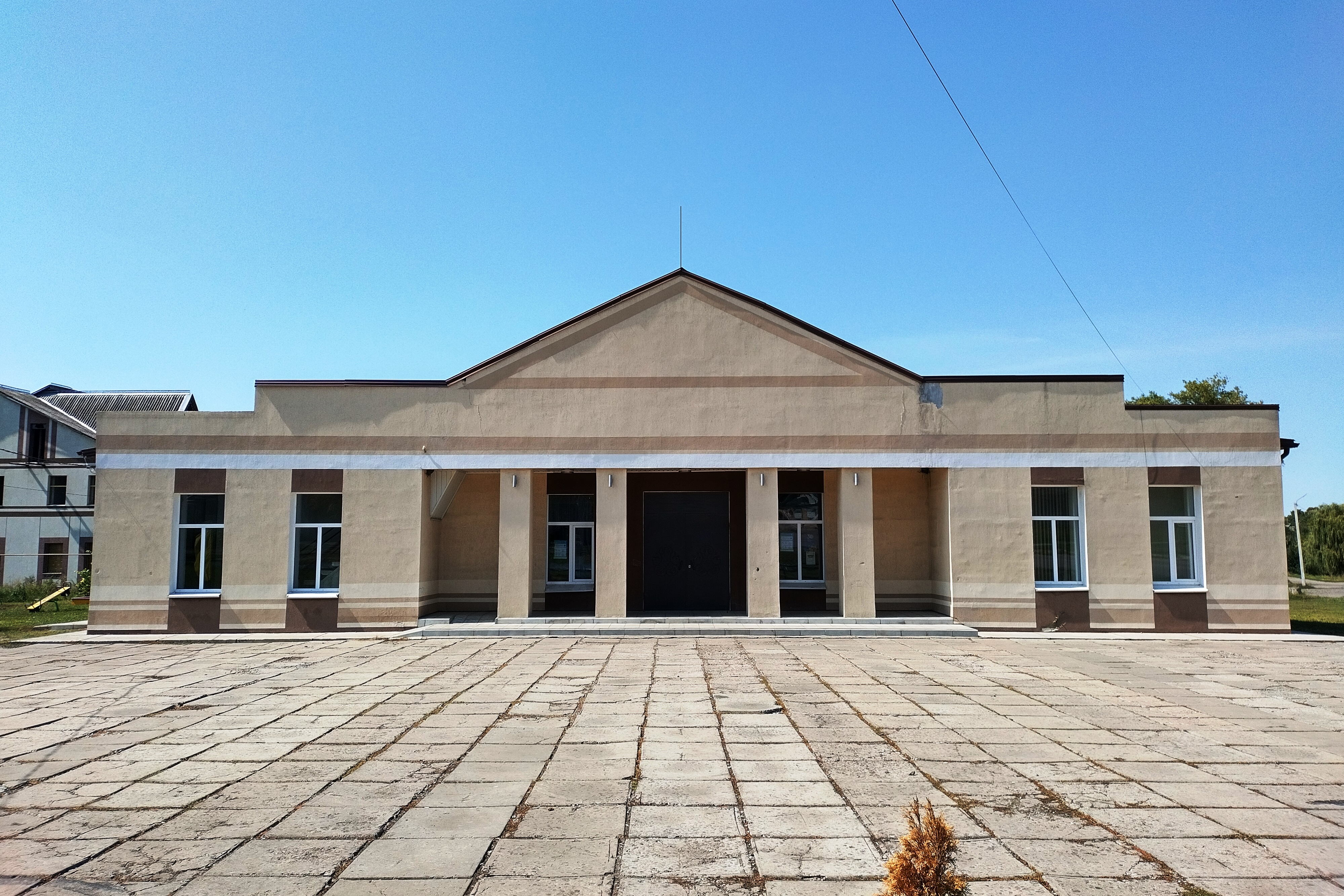
Культурно-дозвільний центр
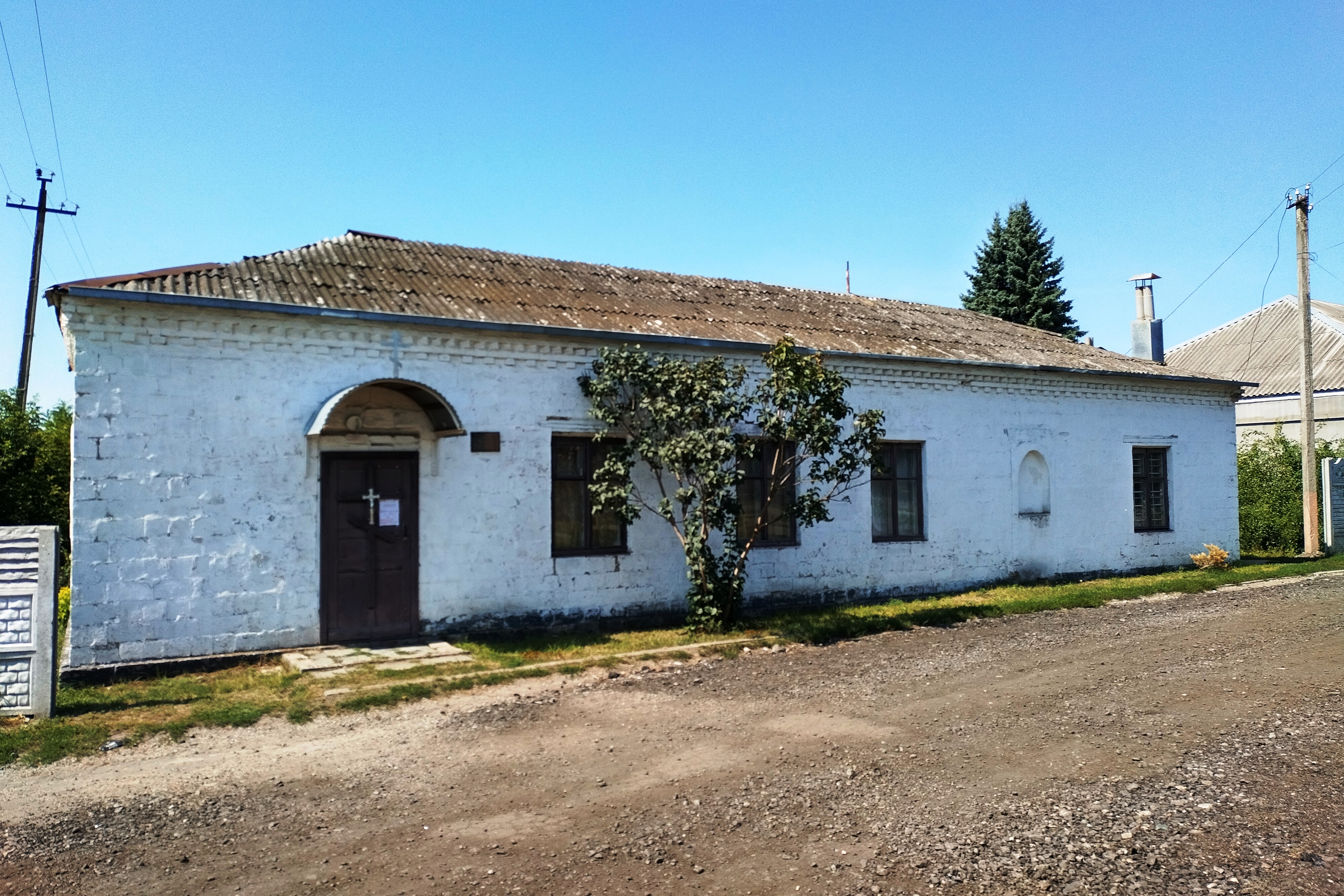
Храм Різдва Пресвятої Богородиці ПЦУ
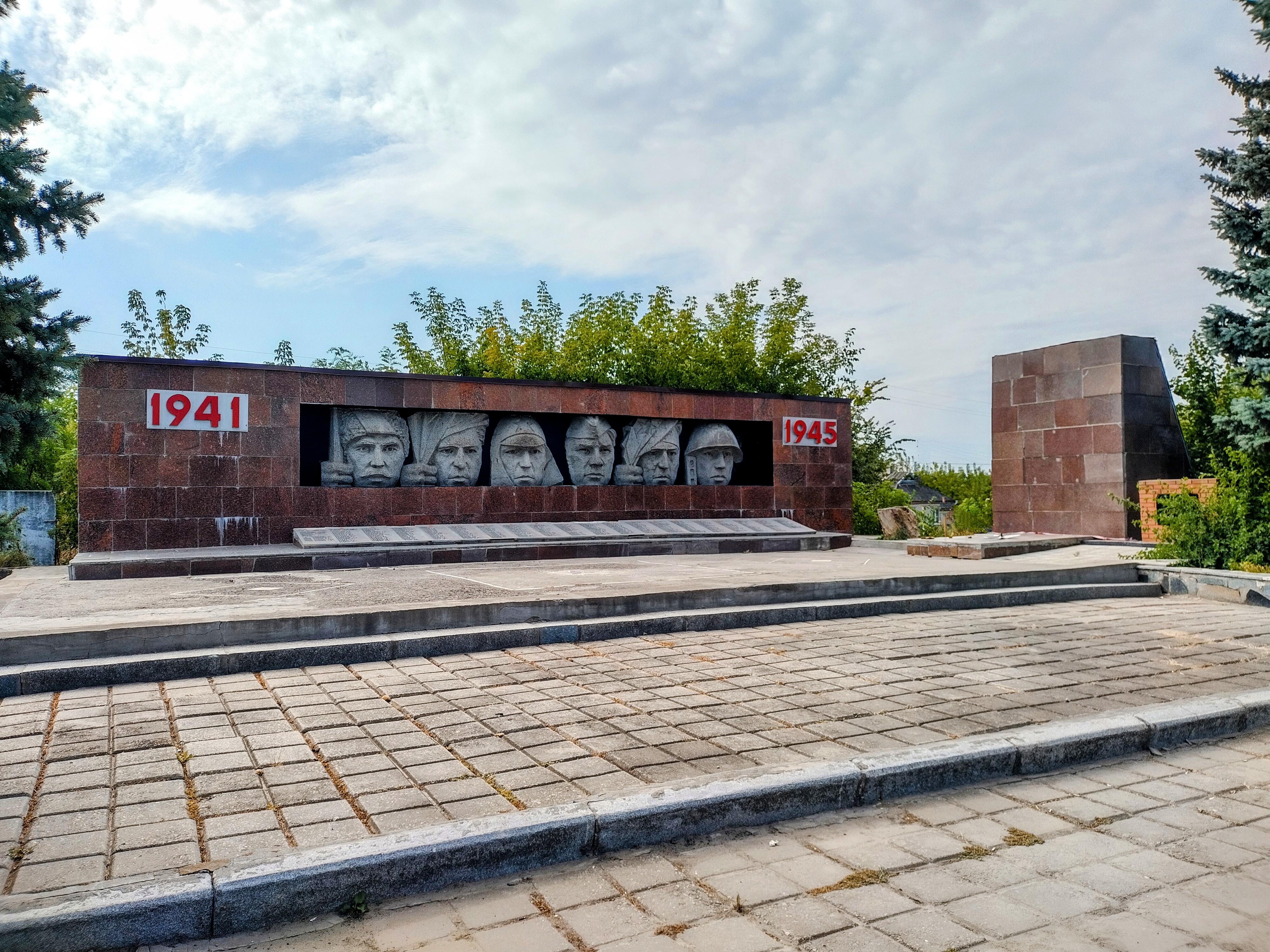
Військовий меморіал
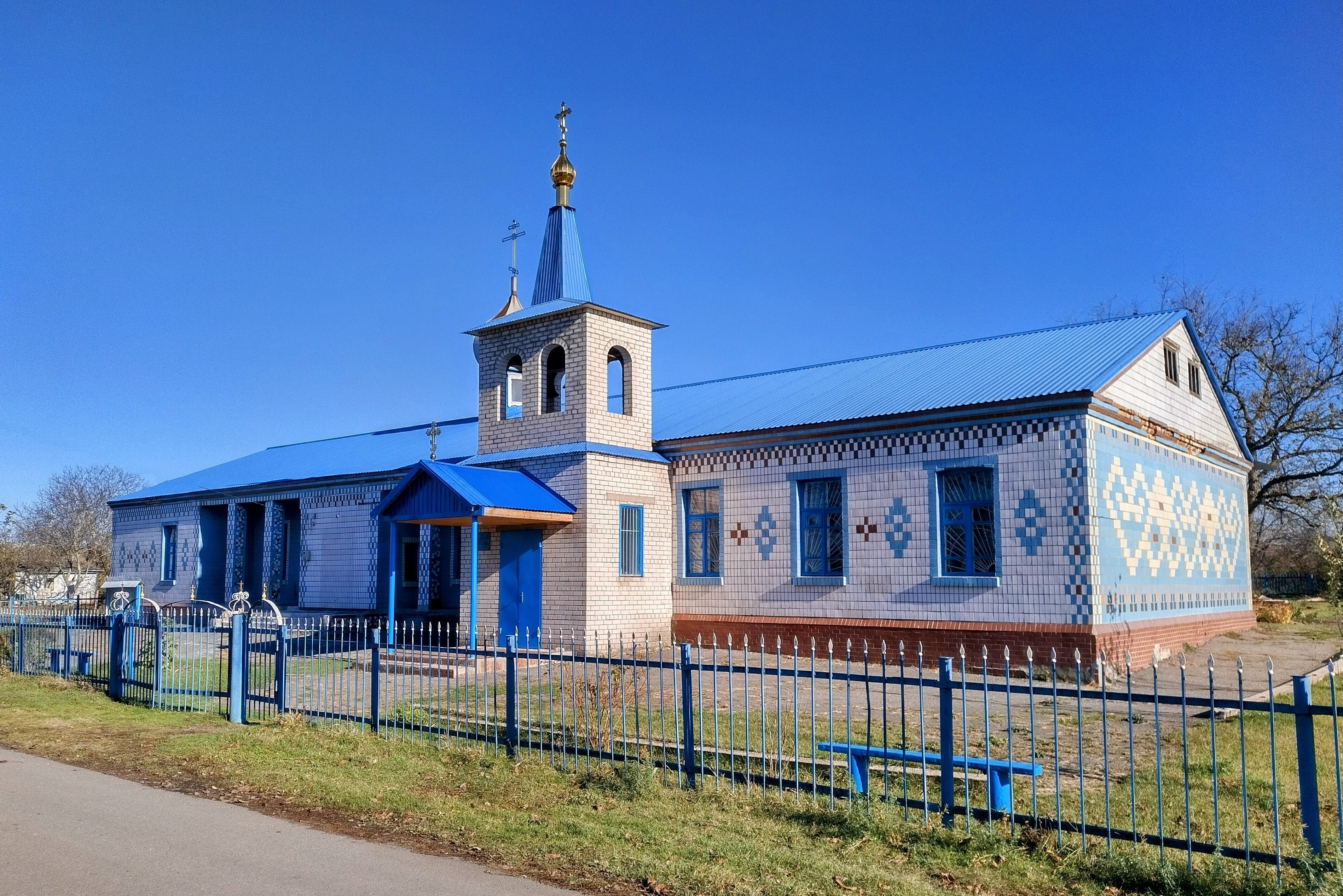
Храм Різдва Пресвятої Богородиці УПЦ